# Salacca sumatrana
Salacca sumatrana är en enhjärtbladig växtart som beskrevs av Odoardo Beccari. Salacca sumatrana ingår i släktet Salacca och familjen Arecaceae.
Artens utbredningsområde är Sumatera. Inga underarter finns listade i Catalogue of Life.